# Активний метал
Активний метал (англ. active metal) — 
- 1. У загальній хімії — метал, який легко оксидується на повітрі (приклади: натрій, залізо). Ці метали мають високі негативні стандартні електродні потенціали.
- 2. У електрохімічній корозії — метал, який кородує в активному стані.